# Superpuchar Serbii w piłce siatkowej mężczyzn (2016)
Superpuchar Serbii w piłce siatkowej mężczyzn 2016 – szósta edycja rozgrywek o Superpuchar Serbii rozegrana 6 października 2016 roku w centrum sportowym w Požarevacu. W meczu o Superpuchar udział wzięły dwa kluby: mistrz Serbii i zdobywca Pucharu Serbii w sezonie 2015/2016 - Crvena zvezda Belgrad oraz finalista Pucharu Serbii 2016 - Mladi Radnik Požarevac.
Po raz piąty zdobywcą Superpucharu Serbii została Crvena zvezda Belgrad.

## Drużyny uczestniczące
| Drużyna                | Osiągnięcia w sezonie 2015/2016                   |
| ---------------------- | ------------------------------------------------- |
| Crvena zvezda Belgrad  | mistrzostwo Serbii i zwycięstwo w Pucharze Serbii |
| Mladi Radnik Požarevac | finał w Pucharze Serbii                           |

## Mecz
Czwartek, 6 października 2016 – 18:00 (UTC+2) • Sportski centar Požarevac, Požarevac
Widzów: 3000
Czas trwania meczu: 121 minut
Sędziowie: Vladimir Simonović i Igor Miljković
| Crvena zvezda Belgrad        | 3:2                                        | Mladi Radnik Požarevac |
| Aleksandar Blagojević 28 pkt | (25:16, 25:27, 25:14, 20:25, 15:12) raport | Ivica Jevtić 19 pkt    |

| Poz.                 | Nr | Zawodnik              | 1        | 2        | 3        | 4        | 5        | Pkt |
| -------------------- | -- | --------------------- | -------- | -------- | -------- | -------- | -------- | --- |
| P                    | 4  | Filip Samardžić       | 6 trzy   | 7 cztery | 6 trzy   | 7 cztery | 6 trzy   | 3   |
| Ś                    | 8  | Nemanja Mašulović     | 7 cztery | 8 pięć   | 7 cztery | 8 pięć   | 7 cztery | 11  |
| P                    | 12 | Dušan Stojsavljević   | 9 sześć  | 4 jeden  | 9 sześć  | 4 jeden  | 9 sześć  | 14  |
| Ś                    | 13 | Nikola Munćan         | 4 jeden  | 5 dwa    | 4 jeden  | 5 dwa    | 4 jeden  | 12  |
| A                    | 14 | Aleksandar Blagojević | 5 dwa    | 6 trzy   | 5 dwa    | 6 trzy   | 5 dwa    | 28  |
| R                    | 16 | Nikola Veljović       | 8 pięć   | 9 sześć  | 8 pięć   | 9 sześć  | 4 pusty  | 6   |
| L                    | 2  | Predrag Jeftić        | L        | L        | L        | L        | L        |     |
| Zmiany               |    |                       |          |          |          |          |          |     |
| R                    | 5  | Nikola Petrović       |          |          |          | 2 zmiana | 8 pięć   | 1   |
| Ś                    | 9  | Vuk Milutinović       |          | 2 zmiana |          | 2 zmiana | 4 pusty  |     |
| P                    | 10 | Milutin Nejić         |          | 2 zmiana | 2 zmiana | 2 zmiana | 2 zmiana | 2   |
| Nie weszli na boisko |    |                       |          |          |          |          |          |     |
| A                    | 7  | Aleksandar Gmitrović  |          |          |          | 4 pusty  | 4 pusty  |     |
| P                    | 11 | Aleksa Štavlić        |          |          |          | 4 pusty  | 4 pusty  |     |
| Trener               |    |                       |          |          |          |          |          |     |
| Dragan Kobiljski     |    |                       |          |          |          |          |          |     |

| Poz.                 | Nr | Zawodnik           | 1        | 2        | 3        | 4        | 5        | Pkt |
| -------------------- | -- | ------------------ | -------- | -------- | -------- | -------- | -------- | --- |
| Ś                    | 1  | Ognjen Duduj       | 5 dwa    | 5 dwa    | 5 dwa    | 5 dwa    | 5 dwa    | 13  |
| Ś                    | 7  | Stefan Ilić        | 8 pięć   | 8 pięć   | 8 pięć   | 8 pięć   | 8 pięć   | 10  |
| A                    | 8  | Radosav Dojčilović | 6 trzy   | 6 trzy   | 6 trzy   | 6 trzy   | 6 trzy   | 15  |
| P                    | 9  | Ivica Jevtić       | 7 cztery | 7 cztery | 7 cztery | 7 cztery | 7 cztery | 19  |
| R                    | 14 | Uroš Bulatović     | 9 sześć  | 9 sześć  | 9 sześć  | 9 sześć  | 9 sześć  | 4   |
| P                    | 16 | Saša Popović       | 4 jeden  | 4 jeden  | 4 jeden  | 4 jeden  | 4 jeden  | 7   |
| L                    | 15 | Ivan Ilić          | L        | L        | L        | L        | L        |     |
| Zmiany               |    |                    |          |          |          |          |          |     |
| P                    | 6  | Filip Kovačević    | 2 zmiana |          |          | 4 pusty  | 4 pusty  |     |
| A                    | 10 | Lazar Dodić        |          | 2 zmiana | 2 zmiana | 2 zmiana | 2 zmiana | 1   |
| R                    | 17 | Nikola Tonić       | 2 zmiana |          |          | 4 pusty  | 4 pusty  |     |
| P                    | 20 | Bojan Rajković     |          | 2 zmiana | 2 zmiana | 2 zmiana | 2 zmiana |     |
| Nie weszli na boisko |    |                    |          |          |          |          |          |     |
| Ś                    | 4  | Darko Savić        |          |          |          | 4 pusty  | 4 pusty  |     |
| Trener               |    |                    |          |          |          |          |          |     |
| Dragan Bonić         |    |                    |          |          |          |          |          |     |

## Statystyki meczowe
| CRV | STATYSTYKI        | MLA |
| 110 | MAŁE PUNKTY       | 94  |
| 52  | ATAK              | 49  |
| 18  | BLOK              | 17  |
| 7   | SERWIS            | 3   |
| 33  | BŁĘDY PRZECIWNIKA | 25  |

## Ustawienie wyjściowe drużyn
| Munćan Blagojević Samardžić Mašulović Veljović Stojsavljević Jeftić Popović Duduj Dojčilović Jevtić S. Ilić Bulatović I. Ilić |